# Henri Jacob Victor Sody
Henri Jacob Victor Sody (Den Haag, 31 augustus 1892  -  Amsterdam, 16 januari 1959) was een Nederlandse landbouwkundige en zoogdierkundige die veel onderzoek deed in Nederlands-Indië.

## Biografie
Henri Jacob Victor Sody (voor vrienden Han Sody) studeerde tussen 1913 en 1917 Indische landbouwkunde aan de Rijks Landbouw Hooge school in Wageningen. Tussen 1918 en 1926 en daarna tussen 1927 en 1934 en vervolgens tussen 1937 en 1947 deed hij onderzoek in Nederlands-Indië, vooral aan zoogdieren maar bestudeerde ook vogels en verzamelde eieren. Tussen 1927 en 1941 had hij een aanstelling als docent aan de middelbare landbouwschool in Buitenzorg. Tijdens de Japanse bezetting van Nederlands-Indië werd hij geïnterneerd in een speciaal kamp bij Bogor en had hij toestemming onderzoekwerk aan het Zoölogisch Museum van 's lands Plantentuin te doen. Hij beschreef diverse nieuwe soorten zoogdieren zoals Winstons pijlstaartvlieghoorn (Hylopetes winstoni, een soort vliegende eekhoorn) en het pelengspookdier (Tarsius pelengensis). Max Bartels jr. (1902–1943), met wie hij in juni 1933 op expeditie door Java trok om diersoorten te verzamelen, beschreef een nieuw soort boomrat Kadarsanomys sodyi die naar Sody werd vernoemd.

## Bron
- (en) J. H. Becking, 1989. Henri Jacob Victor Sody (1892-1959): His Life and Work.	Brill Archive. ISBN 978-90-04-08687-6. Online: Google books

- Gemeinsame Normdatei: 118970925
- International Standard Name Identifier: 0000 0000 8195 6565
- Library of Congress Control Number: n88121562
- Nederlandse Thesaurus van Auteursnamen: 074389319
- Virtual International Authority File: 8187634
- WorldCat: E39PBJth8pHPFqckMbK3pRkqwC